# Аляскинское командование Вооружённых сил США
Аляскинское командование (англ. Alaskan Command, ALCOM) — объединённое командование вооружённых сил США второго уровня (англ. Subunified command), структурное подразделение Северного командования, ответственное за проведение боевых операций на Аляске и в прилегающих районах. В состав Командования входят соединения СВ, ВВС, а также силы береговой охраны. Штаб — объединённая база «Эльмендорф-Ричардсон».

## Структура

### Сухопутные войска
Сухопутные войска представлены 11-й воздушно-десантной дивизией.

### Военно-воздушные силы
ВВС представлены 11-й воздушной армией — крупнейшим соединением Военно-воздушных сил США в северной части Тихого океана. Части 11-й армии базируются на двух авиабазах: Эльмендорф — в Анкоридже, а также Эйельсон — в Фэрбанксе. На вооружении армии находится истребители-перехватчики, самолёты ДРЛО, а также военно-транспортная авиация и воздушные танкеры; дальняя бомбардировочная авиация отсутствует.

### Береговая охрана
На Аляске отсутствуют пункты базирования крупных военно-морских соединений. Морскую компоненту Аляскинского командования ВС США составляют части береговой охраны. На вооружении 17-го округа Береговой охраны состоят лишь сторожевые катера.

## История
Армия служит на Аляске с 1867 года, когда солдаты 9-го пехотного полка армии США приняли участие в церемониях, поднявших звезды и полосы над Ситкой и передавших русские земли Соединённым Штатам. Строительство армейского поста в шести милях к северо-востоку от Анкориджа началось 8 июня 1940 года. Общий приказ военного министерства номер 9 от 12 декабря 1940 года обозначил военную резервацию как Форт-Ричардсон, а лётное поле в Форт-Ричардсоне получило название Эльмендорф Филд.
После нападения Японии на Пёрл-Харбор в 1941 году инженеры армии и флота начали строить взлётно-посадочные полосы на Алеутских островах для защиты от возможных японских атак. В 1942 году армейские подразделения США также построили первоначальную дорогу для шоссе Аляска — Канада (ALCAN) менее чем за восемь месяцев. В 1943 году гражданские подрядчики последовали за ними и построили более постоянное всепогодное шоссе. Дорога протяженностью 1420 миль была построена как сухопутный маршрут снабжения для доставки персонала и оборудования на Аляску. Аляскинская трасса дополняла военную инфраструктуру, которая была построена по всей Аляске и обеспечивала союзным войскам возможность защищать территорию и, в случае необходимости, вести бой с врагом.
После захвата японцами островов Атту и Кыска в Алеутской цепи в июне 1942 года, США подготовили 11 000 солдат для повторного захвата острова Атту в мае 1943 года. Успешная битва США за остров Атту стала одной из самых дорогостоящих десантных операций Второй мировой войны в Тихом океане с точки зрения потерь среди американцев. Японцы тайно эвакуировались с Кыски в конце июля 1943 года, за несколько недель до того, как американские и канадские войска захватили остров в середине августа 1943 года. В конце войны большинство армейских объектов по всему штату были закрыты или переданы другим ведомствам.
Аляскинское командование Вооружённых сил США (ALCOM) было создано в январе 1947 года. Штаб-квартира ALCOM, первого объединённого командования Министерства обороны, располагалась на базе ВВС Эльмендорф недалеко от Анкориджа, где оно контролировало все военные силы на Аляске.
Когда в 1947 году ВВС были организованы из Армейского авиационного корпуса, были предприняты шаги по преобразованию Форт-Ричардсона и базы Эльмендорф в отдельные объекты. 15 октября 1950 года армия передала ВВС землю, на которой сейчас находится авиабаза Эльмендорф, и начала строительство новых объектов на нынешней территории Форт-Ричардсон в восьми милях от Анкориджа. Штаб-квартира Аляскинского командования сухопутных войск США (United States Army Alaska (USARAL)) переехала на новое место 3 января 1953 года. Во время и вскоре после войны на Аляске было создано несколько постов. Некоторые из них были инактивированы, а некоторые стали базами ВВС. Армейский объект, известный как Форт-Грили (около Биг Дельта, Аляска), был первоначально занят армейскими силами в 1941 году и стал местом проведения армейских манёвров в холодную погоду. Он стал предшественником современных испытательного центра армии США по холодному региону (CRTC) и учебного центра армии США по северной войне (NWTC). 6 мая 1947 года это место стало официальным армейским постом под названием «Большая Дельта, Аляска». 21 июня 1953 года название было изменено на «Форт Грили, Аляска». 1 января 1961 года база ВВС Лэдд (Ladd Air Force Base) (около Фэрбенкса) была передана под юрисдикцию армии и получила название «Форт Джонатан М. Уэйнрайт» (Fort Jonathan M. Wainwright).
USARAL была упразднена как основное подчиненное командование 31 декабря 1972 года, и 172-я пехотная бригада (Аляска) со штаб-квартирой в Форт-Ричардсон приняла командование и управление, подчиняясь командованию сухопутных войск США в Форт-Макферсон, штат Джорджия. 171-я пехотная бригада была инактивирована в 1973 году, и основным боевым соединением стала реорганизованная 172-я пехотная бригада (отдельная), дислоцированная в Форт-Ричардсоне и Форт-Уэйнрайт.
6-я лёгкая пехотная дивизия со штаб-квартирой в Форт-Ричардсоне была введена в строй в 1986 году, заменив 172-ю пехотную бригаду (отдельную). Штаб 6-й пехотной дивизии (L) переехал в Форт-Уэйнрайт в 1990 году. 6-я ЛПД сохраняла арктическую направленность в подготовке своих подразделений и активно участвовала в учениях в Японии и Таиланде, в Объединённом центре подготовки готовности в Арканзасе и Луизиане, а также на территории Аляски вплоть до ее инактивации в июле 1994 года. В это время армейские силы на Аляске были реорганизованы под Командованием Армии США на Аляске (United States Army Alaska (USARAK)) со штаб-квартирой в Форт-Ричардсоне и 172-й пехотной бригадой в качестве основного боевого формирования, дислоцированного в Форт-Ричардсоне и Форт-Уэйнрайт.
В начале 2000-х годов армия претерпела серьезные изменения, в результате которых произошло значительное расширение сил на Аляске, включая активацию двух бригад и многочисленных вспомогательных организаций. Армия работала в тесном сотрудничестве с ВВС США над включением Форт-Ричардсон в состав объединённой базы в 2010 году, расширила инфраструктуру Форта Уэйнрайт и улучшила полигоны, эксплуатируемые в рамках Объединённого тихоокеанско-аляскинского полигонного комплекса, особенно в центральной части Аляски на базе ВВС Эйелсон и вокруг Форт-Грили.